# IFK-Kliniken
Ortho Center IFK-Kliniken är en privat idrottsmedicinsk och ortopedisk klinik i Göteborg grundad 1997 av Leif Swärd då denne var läkare för fotbollslaget IFK Göteborg. 
Kliniken ligger på arvid wallgrens backe och har sedan 2013 en egen rehabklinik i samma lokaler som heter orthocenter rehab. 
Kliniken ägs bland annat av börsnoterade Global Health Partner 